# Crepúsculo (Miguel Ángel)
El Crepúsculo es una escultura de mármol (155x170 cm, longitud máxima en oblicuo 195 cm) de Miguel Ángel Buonarroti, datada en 1524-1531 y que forma parte de la decoración de la Sacristía Nueva en San Lorenzo en Florencia. En particular, es una de las cuatro alegorías de las Partes de la Jornada, y se encuentra hacia la izquierda sobre el sarcófago de la tumba del duque de Urbino Lorenzo II de Médici.

## Historia
El Crepúsculo se empezó en la fase siguiente a la reanudación de los trabajos a la sacristía, en 1524, tras la elección de Clemente VII en el solio pontificio. No se conoce la fecha de conclusión de la obra, a la que la artista debió meter mano de manera sustancial durante la reanudación de los trabajos después de la interrupción por el asedio, en el 1531. Sin embargo quedó visiblemente "no-finalizada" en 1534, año de la salida definitiva de Miguel Ángel de Florencia.

## Descripción y estilo
El Crepúsculo, o Puesta del sol está visto como una personificación varonil, semireclinada y desnuda, como las demás estatuas de la serie. Esta tuvo como modelo, quizás, las divinidades montañosas y fluviales que se encuentran en el Arco de Septimio Severo en Roma. Si su colgante, la Aurora se encuentra en el momento de despertarse, el Crepúsculo debería en consecuencia, acostarse. Tiene el cuerpo distendido con una pierna sobrepuesta a la otra para darle mayor dinamismo, un brazo suavemente apoyado sobre la pierna para sujetar un velo que recae posteriormente, y el otro puntiagudo con el codo plegado para sostener la figura, cuyos miembros parecen a punto de reposar cansadamente. El rostro es barbudo y mira pensativamente hacia abajo.
Entre las diversas lecturas iconológicas propuestas, se ha visto la estatua como emblema del temperamento flemático o del elemento agua o también del elemento tierra.